# 25D/Неуймина
Комета Неуймина 2 (25D/Neujmin) — короткопериодическая комета из семейства Юпитера, которая была открыта 24 февраля 1916 года советским астрономом Григорием Неуйминым в Симеизской обсерватории. Она была описана как диффузный объект 11,0 m звёздной величины. Открытие было подтверждено 1 марта Жоржем Ван Бисбруком (Йеркская обсерватория) и Фрэнком Дайсоном (Гринвичская обсерватория). Комета обладает довольно коротким периодом обращения вокруг Солнца — чуть более 5,4 года.

Орбита кометы Неуймина 1 и её положение в Солнечной системе

На момент открытия комета находилась вблизи перигелия, но уже в первых числах марта была потеряна. Последний раз её заметили 5 июня. Британский астроном Эндрю Кроммелина предсказал следующее возвращение кометы на 1921 год, но отметил, что условия для её наблюдения будут не благоприятны. Как и ожидалось обнаружить комету в этом году не удалось, но за год до этого в ноябре 1920 года поступало сообщение о некой комете, которая могла быть кометой Неуймина. Дата следующего прохождения перигелия была рассчитана с учётом позиций кометы 1920 года и выпала на январь 1927. Но и в этот раз комета не была обнаружена. Наблюдения во все последующие годы также оказались безрезультатными. В настоящий момент комета считается потерянной.